# Nothofagus gunnii
Espèce
Classification phylogénétique
Nothofagus gunnii est un arbuste à feuilles caduques originaire de Tasmanie, en Australie, où il est la seule plante à feuilles caduques. Il pousse dans les régions alpines et sub-alpines. Il dépasse rarement 2 m de hauteur.
Les feuilles sont simples et alternes, mesurant 1 cm de long. Elles sont vert clair, virant au jaune, puis au rouge brillant à l'automne. Elles sont triangulaires avec de minuscules dents irrégulières. Les fleurs sont de petits chatons jaune-vert. Le fruit est une capsule de 6 mm contenant trois petites graines ailées. La plupart des années, la production de graines est pauvre, mais de temps en temps un « pic » de production se produit avec une germination élevée. Les graines ont une durée de germination très courte.
Ils ne peuvent pas survivre aux incendies et il faut les réimplanter à partir des zones voisines. Ils ont très sensibles aux changements de conditions climatiques en raison de leur croissance lente. Il en reste seulement 100 km2 de broussailles.

## Culture
N. gunnii est difficile à cultiver, nécessitant environ 1 800 mm de pluie tout au long de l'année, des températures ne devant pas descendre en dessous de -10 °C et une exposition plein soleil. Il pousse dans les sols tourbeux profonds. Il est préférable de partir de semences fraîches recueillies au cours d'un « pic », qui germe en quelques semaines. On pense qu'un champignon mycorhizal est nécessaire pour le succès à long terme de la croissance. On peut faire des boutures en fin d'hiver avant le débourrement.
N. gunnii est rarement vu en culture en raison de ses mauvaises performances et de sa croissance lente. Il est considéré comme une excellente plante pour faire un bonsaï, si on peut le garder en vie assez longtemps.
- (en) Cet article est partiellement ou en totalité issu de l’article de Wikipédia en anglais intitulé « Nothofagus gunnii » (voir la liste des auteurs).